# Georg Wichura

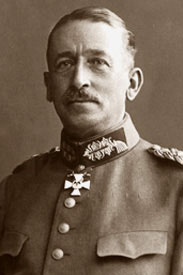
Georg Wichura

Carl Georg Wichura (* 15. Dezember 1851 in Ratibor; † 11. Dezember 1923 in Frankfurt (Oder)) war ein preußischer General der Infanterie im Ersten Weltkrieg.

## Leben
Wichura trat am 15. September 1872 als Fahnenjunker in das 4. Niederschlesische Infanterie-Regiment Nr. 51 der Preußischen Armee in Breslau ein und wurde am 12. April 1873 zum Fähnrich ernannt sowie zehn Monate später zum Sekondeleutnant befördert. Als solcher diente er ab 1. November 1876 als Adjutant des II. Bataillons. Vom 1. Oktober 1880 bis 23. Juli 1883 kommandierte man Wichura zur weiteren Ausbildung an die Kriegsakademie. Im Anschluss daran erhielt er am 16. August 1883 seine Beförderung zum Premierleutnant. Am 15. August 1885 folgte seine Versetzung nach Bromberg, wo er als Adjutant der 8. Infanterie-Brigade fungierte. Nachdem Wichura am 22. März 1889 Hauptmann geworden war, wurde er ein Jahr später nach Straßburg versetzt und ab 1. April 1890 als Kompaniechef im Infanterie-Regiment Nr. 143 verwendet. In gleicher Funktion war er vom 14. September 1893 bis 14. Juni 1898 in Hagenau im Infanterie-Regiment Nr. 137 tätig, wurde zwischenzeitlich am 12. September 1896 Major und anschließend zum Kommandeur des III. Bataillons des Infanterie-Regiments Nr. 143 in Mutzig ernannt.
Wichura übernahm dann am 9. Juli 1900 das I. Bataillon des 4. Ostasiatischen Infanterie-Regiments, mit dem er in China an der Niederschlagung des Boxeraufstandes beteiligt war. Für die Führung seiner Einheit wurde Wichura mit dem Roten Adlerorden IV. Klasse mit Schwertern ausgezeichnet.
Nach Beendigung der Kämpfe und Rückkehr nach Deutschland aggregierte man Wichura dem Infanterie-Regiment Nr. 132 und ernannte ihn am 2. September 1901 zum Kommandeur des III. Bataillons in Straßburg. Nachdem er am 18. April 1903 zum Oberstleutnant befördert worden war, wurde er zwei Monate später zum Stab des 5. Badischen Infanterie-Regiments Nr. 113 nach Freiburg im Breisgau versetzt. Daraufhin folgte am 22. April 1905 seine Ernennung zum Kommandeur des Bezirkskommandos Berlin I sowie seine Beförderung zum Oberst am 10. April 1906. Als solcher wurde er am 17. Dezember 1908 zum Kommandeur des in Schweidnitz stationierten Grenadier-Regiments „König Friedrich Wilhelm II.“ (1. Schlesisches) Nr. 10 ernannt. Das Regiment übergab Wichura am 18. Februar 1910 an seinen Nachfolger Oberst von Blankensee und wurde anschließend mit der Führung der 23. Infanterie-Brigade beauftragt. Unter gleichzeitiger Beförderung zum Generalmajor folgte am 22. März 1910 die Ernennung zum Brigadekommandeur in Gleiwitz. Mit der Versetzung nach Frankfurt (Oder) am 1. Oktober 1912 wurde Wichura zum Generalleutnant befördert und zum Kommandeur der 5. Division ernannt.

### Erster Weltkrieg
Mit Beginn des  Ersten Weltkriegs machte seine Division mobil und marschierte im Verbund mit dem III. Armee-Korps in das neutrale Belgien ein. Am 18. August kam es hier erstmals zu Kampfhandlungen bei Tirlemont, der am 22. und 23. August die Schlacht bei Mons sowie am 26. August bei Le Cateau folgte. Nach der Schlacht an der Marne erhielt Wichura den Auftrag, mit seiner Division den Rückzug des II. und III. Armee-Korps vom linken auf das rechte Aisneufer zu decken. Danach ging der Großverband in den Stellungskrieg über. Im Januar 1915 kämpfte Wichuras Division in der Schlacht bei Soissons, die sich aus einem Durchbruchsversuch der Franzosen entwickelt hatte. Für Führung seiner Division und die Einbringung von über 5.000 Gefangenen, 18 schweren sowie 17 leichten Geschützen verlieh ihm Wilhelm II. das Kreuz der Komture des Königlichen Hausordens von Hohenzollern mit Schwertern.
Im September 1915, bereits zum Abtransport an die Ostfront vorgesehen, wurde die Verladung gestoppt und die Division als nächstverfügbare Reserve in die Herbstschlacht in der Champagne geworfen. Nach Beendigung der Kämpfe verblieb die Division bis Anfang Dezember 1915 in der Champagne und trat dann zur 5. Armee, die vor Verdun lag, über.
Während der am 21. Februar 1916 beginnenden Schlacht um Verdun stürmte die Division innerhalb weniger Tage Bois de Ville, den Walvrille-Wald, die Louvremont-Stellung sowie den Pfefferrücken und kämpfte schließlich um das stark befestigte Dorf Dounaumont, das am 2. März eingenommen werden konnte. Nach schweren Verlusten im Caillette-Wald wurde die Division zur Erholung und Auffrischung aus der Front gezogen. Nach vierwöchiger Pause trat sie dann vor Verdun bei Fort Douaumont an und schlug mehrere Gegenangriffe ab, bevor die Division wiederum nach schweren Verlusten Ende Mai abgelöst wurde.
Sie kam dann erst wieder zu Beginn der Schlacht an der Somme zum Einsatz und Wichura befehligte hier vom 20. Juli bis 3. August 1916 den Abschnitt Longueval-Wald von Delville. Anschließend erfolgte die Verlegung in die Champagne, wo Wichura am 7. September 1916 zum Führer des VIII. Reserve-Korps ernannt wurde. In dieser Stellung erfolgte am 22. März 1917 seine Beförderung zum General der Infanterie. Für die Abwehrerfolge während der Schlacht von Arras erhielt er am 26. April 1917 die höchste preußische Tapferkeitsauszeichnung, den Pour le Mérite. Ab Ende Mai bis August lag das Korps dann im Oberelsaß und nahm anschließend bei der 7. Armee an den Kämpfen am Chemin des Dames und an der Ailette teil. Am 6. April 1918 trat das Korps am südlichen Oiseufer bei Amigny zum Angriff an, erzwang dabei den Flussübergang und stürmte die Vorstädte von Chauny. Im Anschluss daran konnten starke feindliche Stellungen bei Amigny sowie der Nordostteil des Waldes von Coucy erobert werden. Dann stieß das Korps über die Ailette bis zum Oise-Aisne-Kanal vor und konnten nach erbitterten Kämpfen auch Coucy-le-Château einnehmen. Nach einer Ruhephase trat Wichura in die Schlacht bei Soissons und Reims ein, überwand den Chemin des Dames, brach den Widerstand des Feindes auf der Hochfläche von Condé und erstürmte das gleichnamige Fort. Dann konnten Vregny, Missy und die Höhen westlich von Cirey am Südufer der Aisne genommen werden und der Feind über die Vesle bis an die Marne zurückgedrängt werden. In Anerkennung seiner Verdienste wurde Wichura daraufhin am 8. Juni 1918 durch A.K.O. das Eichenlaub zum Pour le Mérite verliehen.
Am 15. Juli 1918 überschritt sein Korps zu Beginn der Schlacht an der Marne den Fluss und lief sich nach Anfangserfolgen jedoch fest. Durch den eingeleiteten Gegenangriff des französischen Generals Ferdinand Foch war seine Lage massiv bedroht. Dennoch gelang es Wichura, sein Korps in der Frühe des 20. Juli 1918 auf das Nordufer der Marne in Sicherheit zu bringen. Für diese Leistung würdigte man ihn mit der Verleihung des Roten Adlerordens I. Klasse mit Eichenlaub und Schwertern. Anfang August ging er über die Vesle zurück und befand sich bis Kriegsende in ständigen Abwehrkämpfen.

### Nachkriegszeit
Nach der Rückkehr in die Heimat und der Demobilisierung des Korps wurde Wichura am 2. Januar 1919 zum Kommandierenden General des V. Armee-Korps. Mit der Auflösung der alten Armee beantragte er seinen Abschied und wurde mit Pension am 20. September 1919 zur Disposition gestellt.

## Familie
Wichura heiratete am 10. Dezember 1913 Ellinoe Elisabeth, geborene von Langenn-Steinkeller (1879–1954).

## Ehrungen
Er war seit 1916 Ehrenbürger der Stadt Frankfurt (Oder), und in Berlin ist seit 1937 eine Straße nach ihm benannt.